# Світовий стандарт класифікації промисловості
Світовий стандарт класифікації промисловості (англ. Global Industry Classification Standard, англ. GICS) — класифікація галузей промисловості, розроблена компаніями MSCI та Standard & Poor's (S & P) для використання світовою фінансовою спільнотою. Структура даної класифікації складається із 10 секторів, 24 промислових груп, 68 галузей промисловості та 154 підгалузей в якій S & P класифікувала всі великі державні компанії. Система схожа на ICB (Industry Classification Benchmark), класифікацією якої користуються індекси Dow Jones і FTSE Group.
Світовий стандарт класифікації промисловості використовується як основа для фінансових показників ринку S & P і MSCI, в якому кожній компанії присвоюється підгалузі, а також для відповідної галузі, група промисловості та сектору, відповідно до визначення його основної діяльності.
Світовий стандарт класифікації промисловості є зареєстрованою торговою маркою компанії McGraw-Hill і в даний час призначений для S & P
.

## Класифікація
| Код | Сектор                      | Субкод | Промислова група                               |
| --- | --------------------------- | ------ | ---------------------------------------------- |
| 10  | Енергетичний                | 1010   | Енергетика                                     |
| 15  | Сировинний                  | 1510   | Сировина                                       |
| 20  | Промисловий                 | 2010   | Засоби виробництва                             |
| 20  | Промисловий                 | 2020   | Торговельні і професійні послуги               |
| 20  | Промисловий                 | 2030   | Перевезення                                    |
| 25  | Вибіркові споживчі товари   | 2510   | Автомобілі і деталі                            |
| 25  | Вибіркові споживчі товари   | 2520   | Споживчі товари тривалого користування та одяг |
| 25  | Вибіркові споживчі товари   | 2530   | Споживчі послуги                               |
| 25  | Вибіркові споживчі товари   | 2540   | Засоби масової інформації                      |
| 25  | Вибіркові споживчі товари   | 2550   | Роздрібний продаж                              |
| 30  | Повсякденні споживчі товари | 3010   | Продукти харчування і роздрібна торгівля       |
| 30  | Повсякденні споживчі товари | 3020   | Продукти харчування, напої, тютюнові вироби    |
| 30  | Повсякденні споживчі товари | 3030   | Продукти домашнього та особистого користування |
| 35  | Охорона здоров'я            | 3510   | Охорона здоров'я, обладнання та послуги        |
| 35  | Охорона здоров'я            | 3520   | Фармацевтика, біотехнології і науки про життя  |
| 40  | Фінансовий                  | 4010   | Банки                                          |
| 40  | Фінансовий                  | 4020   | Різноманітні фінанси                           |
| 40  | Фінансовий                  | 4030   | Страхування                                    |
| 40  | Фінансовий                  | 4040   | Нерухомість                                    |
| 45  | Інформаційні технології     | 4510   | Програмне забезпечення і послуги               |
| 45  | Інформаційні технології     | 4520   | Технічне забезпечення і обладнання             |
| 45  | Інформаційні технології     | 4530   | Напівпровідники і напівпровідникове обладнання |
| 50  | Телекомунікаційні послуги   | 5010   | Телекомунікаційні послуги                      |
| 55  | Комунальні послуги          | 5510   | Комунальні послуги                             |